# Selkäsaari (ö i Lappland, Kemi-Torneå, lat 65,72, long 24,52)
Selkäsaari är en ö i Finland.   Den ligger i kommunen Kemi i den ekonomiska regionen  Kemi-Torneå  och landskapet Lappland, i den norra delen av landet, 600 km norr om huvudstaden Helsingfors. Arean är 2,5 kvadratkilometer.
Terrängen på Selkäsaari är mycket platt. Den sträcker sig 4,2 kilometer i nord-sydlig riktning, och 1,9 kilometer i öst-västlig riktning.